# Agawowce
Agawowce (Agavales Hutch.) - rząd roślin wyróżniany w niektórych systemach klasyfikacyjnych roślin okrytonasiennych (np. w systemie Reveala z lat 1994–1999). Takson ten w systemach APG nie jest już wyróżniany, a zaliczane tu rodziny włączane są do rzędu szparagowców (Asparagales). 

## Systematyka
Rząd ten nie jest wyróżniany w systemie APG III (2009). Rodziny należące do niego są umieszczone w innych rzędach, np. agawowate (Agavaceae) w rzędzie szparagowców (Asparagales).
Pozycja rzędu w systemie Reveala
W latach 1994–1999 takson był wyróżniany w następującej pozycji systematycznej: gromada okrytonasienne (Magnoliophyta Cronquist), podgromada Magnoliophytina Frohne & U. Jensen ex Reveal, klasa jednoliścienne (Liliopsida Brongn.), podklasa liliowe (Liliidae J.H. Schaffn.), nadrząd Lilianae Takht., rząd agawowce (Agavales Hutch.). W późniejszych latach zaliczane tu rodziny Reveal włączył do rzędu Iridales stanowiącemu synonim rzędu Asparagales w ujęciu systemów APG.
Rodziny według Reveala (1994–1999)
- Agavaceae Endl. – agawowate
- Aloaceae Batsch – aloesowate
- Anemarrhenaceae Conran
- Anthericaceae J. Agardh – pajęcznicowate
- Aphyllanthaceae Burnett
- Asphodelaceae Juss. – złotogłowowate, asfodelowate
- Blandfordiaceae R. Dahlgren & Clifford
- Calectasiaceae Endl.
- Dasypogonaceae Dumort.
- Doryanthaceae R. Dahlgren & Clifford
- Hemerocallidaceae R. Br. – liliowcowate
- Herreriaceae Endl.
- Hostaceae B. Mathew – funkiowate, hostowate
- Johnsoniaceae Lotsy
- Laxmanniaceae Bubani
- Phormiaceae J. Agardh – tęgoszowate
- Xanthorrhoeaceae Dumort. – żółtakowate